# Tief im Herzen
Tief im Herzen (Hindi वक़्त vaqt, deutsch ‚Zeit‘, internationaler Titel The Race against the Time) ist ein Bollywood-Film aus dem Jahr 2005 über eine konfliktbehaftete Vater-Sohn-Liebe, nicht zu verwechseln mit Yash Chopras Film Waqt von 1965.

## Handlung
Ishwarchand Thakur ist Spielzeugbauer und Selfmademan. Seinen Sohn Aditya liebt er über alles. Doch dadurch hat dieser nie gelernt, auf eigenen Beinen zu stehen. Er gibt das Geld der Eltern mit vollen Händen aus: Mal eben einen Charterflug in ein schönes Wochenende, schöne Kleider, die eigene Wohnung mit sieben Schlafzimmern – auf Kosten der Eltern.
Dazu verliebt er sich noch in Pooja, die Tochter des ärgsten Feindes von Ishwarchand, dem Industriellen Natu. Dafür lässt Aditya die arrangierte Hochzeit platzen, was seinen Vater verärgert. Doch kann dieser seinen geliebten Sohn deshalb immer noch nicht loslassen. Als Ishwarchand schwer erkrankt, vermag er seinem Sohn diese Nachricht nicht zu überbringen, weil dessen Träume von einer Filmkarriere zusammen mit der überraschenden und heimlichen Hochzeit mit Pooja und ihrer Schwangerschaft dem Vater ein Ultimatum gegen den Sohn fast unmöglich machen.
Und doch läuft Ishwarchand die Zeit davon. Zeit, die er nicht hat. Zeit, die er aber bräuchte, um seinen Sohn endlich zur Selbständigkeit zu erziehen. Es bleibt nur ein Weg: Ishwarchand wirft seinen geliebten Jungen aus der Wohnung und zwingt ihn, selbständig für die eigene Familie zu sorgen – um den Preis, dass der Vater sich so vom geliebten Sohn entfremdet, und der größte Wunsch Ishwarchands, noch seinen eigenen Enkel zu erleben rückt in weite Ferne.

## Belege
1. ↑   Freigabebescheinigung für Tief im Herzen. Freiwillige Selbstkontrolle der Filmwirtschaft, Juni 2006 (PDF; Prüfnummer: 106 545 V/DVD).